# وزارت کشاورزی، ناحیه‌ها و گردشگری
وزارت کشاورزی، ناحیه‌ها و گردشگری (انگلیسی: Ministry of Agriculture, Regions and Tourism)، وزارتخانه‌ای در دولت اتریش است که مسئولیت‌های سیاست کشاورزی، جنگل‌داری، شکار، ماهیگیری، قانون انگور و شراب، خدمات پستی و مخابراتی، معدن، رفاه حیوانات و صنعت گردشگری را به عهده دارد. این وزارتخانه برای اولین بار در سال ۲۰۰۰ از طریق ادغام وزارت کشاورزی و وزارت محیط زیست ایجاد شد. مسئولیت‌های بخش انرژی، معدن و گردشگری در دولت کورتس در سال ۲۰۱۸ به وظایف این وزارتخانه اضافه شد.
وزیر کشاورزی، ناحیه‌ها و گردشگری درحال حاضر الیزابت کوستینگر است.

## تاریخچه
پیشینه این وزارتخانه برمی‌گردد به وزارت کشاورزی سیسلتنیا که در سال ۱۸۶۷ ایجاد شد. علاوه بر کشاورزی، این وزارتخانه مسئول تنظیم شکار، ماهیگیری و مهندسی هیدرولیک بود، به استثنای مهندسی هیدرولیک با اهمیت نظامی.

## مسئولیت‌ها
از ژانویه ۲۰۲۰، این وزارتخانه به ترتیب مسئولیت‌های تنظیم، نظارت یا مدیریت بر امورات زیر را بر عهده دارد:
- سیاست و قانون کشاورزی
- جایگزینی خدمات شهری به جای خدمات نظامی که به آن خدمات منطقه‌ای نیز گفته می‌شود
- بخش مواد غذایی به استثنای ایمنی مواد غذایی
- سیاست و قانون جنگل‌داری
- بازارهای داخلی محصولات کشاورزی، غذایی و جنگلی، از جمله بذر و سهام بذر، غذای حیوانی، کود، محصولات حفاظتی گیاهان از جمله تاییدیه نظارتی آنها، به استثنای تنظیم قیمت، نظارت و کنترل
- واردات و صادرات
- قانون شراب و نظارت بر کشت انگور
- اصلاحات ارضی، برخورداری از اختیارات در امور کشاورزی؛ معاملات املاک کشاورزی و جنگلداری
- قانون آب و مدیریت آب به استثنای موارد مربوط به مهندسی ساخت آبراه، تامین آب و فاضلاب
- حفاظت از گیاهان
- شکار و ماهیگیری
- معدن
- خدمات پستی و مخابراتی
- خدمات داوطلبانه
- گردشگری